# Lycenchelys polyodon
Lycenchelys polyodon es una especie de pez de la familia de los Zoarcidae en el orden de los perciformes.

## Hábitat
Es un pez de mar , de clima templado y demersal.

## Distribución geográfica
Se encuentra en el Pacífico suroccidental. 

## Observaciones
Es inofensivo para los humanos. 